# Anotesiops
Anotesiops är ett släkte av skalbaggar. Anotesiops ingår i familjen vivlar.
Kladogram enligt Catalogue of Life:
| Anotesiops | \| \| Anotesiops obidosensis \| \| \| \| |
|            | \| \| Anotesiops obidosensis \| \| \| \| |
|            | Anotesiops obidosensis                   |
|            |                                          |